# Plavetna sjenica
Plavetna sjenica (lat. Cyanistes caeruleus) mala je i šarena vrsta iz porodice sjenica (lat. Paridae), reda vrapčarki (lat. Passeriformes).

## Opis
Imaju okruglu glavu položenu izrazito blizu ramenima zbog čega izgleda kao da nema vrata. Na bijeloj glavi ima crne crte oko očiju i plav vrh. Donji dijelovi tijela plavetne sjenice žute su boje sa sivo-crnom prugom na trbuhu. Krila su ima plavičaste boje. Mužjaci i ženke izgledaju slično, ali ženkama su boje manje naglašene.
Plavetne su sjenice dugačke oko 12 cm i teže oko 11 g.

## Rasprostranjenost
Plavetne se sjenice pojavljuju u većini Europe, Azije, Sjeverne Amerike i Afrike. Žive u listopadnim i miješanim šumama, ali zna ih biti i u parkovima i vrtovima.

## Ponašanje
Hrane se kukcima, pupovima, sjemenkama i biljkama.
Jedne su od najinteligentnijih ptica poslije vrana i papiga. Aktivne su, glasne i socijalne. 
Često se hrane u miješanim jatima. Obično se gnijezde u dupljama u drvetu, ali prihvaćaju i kućicu za ptice. Teritorijalne su tijekom sezone parenja. Ženke polažu 6 – 18 jaja. Obični kobac i istočna siva vjeverica love plavetne sjenice, a lasice im ponekad kradu jaja iz gnijezda.

## U Hrvatskoj
U Hrvatskoj su jedne od čestih ptica. Plavetne su sjenice zaštićena vrsta.
Mogu se naći na meti krivolovaca, tako su u Italiji krivolovci ubili stotine ptica među kojima su se našle i plavetne sjenice. Godine 2020. dogodila se ptičja pandemija u Zapadnoj Njemačkoj gdje je bilo zaraženo oko 11 tisuća plavetnih sjenica, a puno ih je i uginulo.

## Sistematika
Euroazijska plavetna sjenica (C. caeruleus) ne treba se pomiješati s afričkom (C. teneriffae). Nekoć su se ove dvije vrste smatrale podvrstama.
Plavetne sjenice pripadaju porodici Paridae i rodu Cyanistes koji se smatrao podrodom roda Parus, ali danas ga mnogi smatraju posebnim rodom.

### Podvrste
Do sada je prepoznato 9 podvrsta:
- C. c. caeruleus – (Linnaeus, 1758): nominalna podvrsta, u kontinentalnoj Europi do sjeverne Španjolske, Sicilije, sjeverne Turske i sjevernog Urala
- C. c. obscurus – (Pražák, 1894): Otoci Irska, Velika Britanija, Kanalski otoci[8]
- C. c. ogliastrae – (Hartert, 1905): Portugal, južna Španjolska, Korzika i Sardinija
- C. c. balearicus – (von Jordans, 1913): otok Mallorca (Baleari)
- C. c. calamensis – (Parrot, 1908): južna Grčka, Peloponez, Cikladi, Kreta i Rod
- C. c. orientalis – Zarudny & Loudon, 1905: jug europskog dijela Rusije (od Volge do južnog i središnjeg Urala)
- C. c. satunini – Zarudny, 1908: krim, Kavkaz, Zakavkazje i od sjevernog irana do istočne Turske
- C. c. raddei – Zarudny, 1908: sjeverni Iran
- C. c. persicus – (Blanford, 1873): gorje Zagros

## Vanjske poveznice
|  | Zajednički poslužitelj ima stranicu o temi Cyanistes caeruleus    |
|  | Zajednički poslužitelj ima još gradiva o temi Cyanistes caeruleus |
|  | Wikivrste imaju podatke o taksonu Cyanistes caeruleus             |